# روستا (فیلم ۲۰۱۵)
روستا (انگلیسی: The Village؛ ‏گرجی: Tskhra Mtas Ikit) یک فیلم درام گرجی است که در سال ۲۰۱۵ منتشر شد. این فیلم نخستین بار در جشنواره بین‌المللی فیلم سیاتل به نمایش درآمد. از بازیگران فیلم می‌توان به تورنیکه گوگریچیانی اشاره کرد.